# Metendothenia ogasawaraensis
Metendothenia ogasawaraensis is een vlinder uit de familie van de bladrollers (Tortricidae). De wetenschappelijke naam van de soort is voor het eerst geldig gepubliceerd in 1978 door Kawabe & Kusui.